# Liste des députés fédéraux canadiens - F
Cet article contient la liste des députés actuels et anciens à la Chambre des communes du Canada dont le nom commence par la lettre F.
En plus du prénom et du nom du député, la liste contient :
- le parti que le député représentait lors de son élection ;
- le comté et la province où il fut élu.

## Fa
- Samuel Factor, libéral, Toronto-Ouest-Centre, Ontario
- Joseph-Fernand Fafard, libéral, L'Islet, Québec
- Meili Faille, Bloc québécois, Vaudreuil—Soulanges, Québec
- Robert Fair, Crédit social, Battle River, Alberta
- Charles Fairbairn, libéral-conservateur, Victoria-Sud, Ontario
- John Henry Fairbank, libéral, Lambton-Est, Ontario
- Ellen Louks Fairclough, progressiste-conservateur, Hamilton-Ouest, Ontario
- Francis Thrower Fairey, libéral, Victoria, Colombie-Britannique
- George Clark Fairfield, progressiste-conservateur, Portage—Neepawa, Manitoba
- Robert Gordon Lee Fairweather, progressiste-conservateur, Royal, Nouveau-Brunswick
- Rosemarie Falk, conservateur, Battlefords—Lloydminster, Saskatchewan
- Ted Falk, conservateur, Provencher, Manitoba
- Frank John William Fane, progressiste-conservateur, Vegreville, Alberta
- Burt Wendell Fansher, progressiste, Lambton-Est, Ontario
- William Russell Fansher, progressiste, Last Mountain, Saskatchewan
- Alphonsus Faour, Nouveau Parti démocratique, Humber—Saint-Georges—Sainte-Barbe, Terre-Neuve-et-Labrador
- Thomas Farquhar, libéral, Algoma-Est, Ontario
- Donald Farquharson, libéral, Queen's Ouest, Île-du-Prince-Édouard
- Georges Farrah, libéral, Bonaventure—Gaspé—Îles-de-la-Madeleine—Pabok, Québec
- Thomas Farrow, libéral-conservateur, Huron-Nord, Ontario
- Ed Fast, conservateur, Abbotsford, Colombie-Britannique
- James Hugh Faulkner, libéral, Peterborough, Ontario
- Gaspard Fauteux, libéral, Sainte-Marie, Québec
- William LeBoutillier Fauvel, libéral, Bonaventure, Québec
- Guy Favreau, libéral, Papineau, Québec
- Norman Edward Fawcett, Nouveau Parti démocratique, Nickel Belt, Ontario

## Fe
- Joseph Featherston, libéral, Peel, Ontario
- Douglas Fee, progressiste-conservateur, Red Deer, Alberta
- Louise Feltham, progressiste-conservateur, Wild Rose, Alberta
- Thomas Scott Fennell, progressiste-conservateur, Ontario, Ontario
- Greg Fergus, libéral, Hull—Aylmer, Québec
- Charles Frederick Ferguson, libéral-conservateur, Leeds-Nord et Grenville-Nord, Ontario
- Eric Ferguson, progressiste-conservateur, Saint John, Nouveau-Brunswick
- John Ferguson (1839-1896), conservateur, Welland, Ontario
- John Ferguson (1840-1908), conservateur indépendant, Renfrew-Sud, Ontario
- Julian Harcourt Ferguson, progressiste-conservateur, Simcoe-Nord, Ontario
- Ralph Ferguson, libéral, Lambton—Middlesex, Ontario
- Rork Scott Ferguson, libéral, Hastings—Peterborough, Ontario
- Thomas Roberts Ferguson, libéral, Cardwell, Ontario
- Charles-Édouard Ferland, libéral, Joliette, Québec
- Marc Ferland, progressiste-conservateur, Portneuf, Québec
- Michelle Ferreri, conservateur, Peterborough—Kawartha, Ontario
- Gladstone Mansfield Ferrie, libéral, Mackenzie, Saskatchewan
- John Ferris, libéral, Queen's, Nouveau-Brunswick
- J.-Émile Ferron, libéral, Berthier—Maskinongé, Québec
- Ron Fewchuk, libéral, Selkirk—Red River, Manitoba

## Fi
- William Stevens Fielding, libéral, Shelburne et Queen's, Nouvelle-Écosse
- Gilbert Fillion, Bloc québécois, Chicoutimi, Québec
- Andy Fillmore, libéral, Halifax, Nouvelle-Écosse
- James Findlay, libéral, Renfrew-Nord, Ontario
- John Walter Findlay, progressiste, Bruce-Sud, Ontario
- Kerry-Lynne Findlay, conservateur, Delta—Richmond-Est, Colombie-Britannique
- Sheila Finestone, libéral, Mont-Royal, Québec
- John Finlay, libéral, Peterborough-Est, Ontario
- John Baird Finlay, libéral, Oxford, Ontario
- Duncan Finlayson, libéral, Richmond, Nouvelle-Écosse
- Albert Ernest Finlay, unioniste, Souris, Manitoba
- Diane Finley, conservateur, Haldimand—Norfolk, Ontario
- Robert Emmett Finn, libéral, Halifax, Nouvelle-Écosse
- Walter Firth, Nouveau Parti démocratique, Territoires du Nord-Ouest, Territoires du Nord-Ouest
- Eugène Fiset, libéral, Rimouski, Québec
- Jean-Baptiste Romuald Fiset, libéral, Rimouski, Québec
- Albert Fish, progressiste-conservateur, Guelph, Ontario
- Charles Elijah Fish, conservateur, Northumberland, Nouveau-Brunswick
- Charles Fisher, libéral, York, Nouveau-Brunswick
- Darren Fisher, libéral, Dartmouth—Cole Harbour, Nouvelle-Écosse
- Douglas Glenn Fisher, libéral, Mississauga-Nord, Ontario
- Douglas Mason Fisher, CCF, Port Arthur, Ontario
- John Henry Fisher, conservateur, Brant, Ontario
- Ron Fisher, Nouveau Parti démocratique, Saskatoon—Dundurn, Saskatchewan
- Sydney Arthur Fisher, libéral, Brome, Québec
- Brian Fitzpatrick, Alliance canadienne, Prince Albert, Saskatchewan
- Charles Fitzpatrick, libéral, Québec (Comté), Québec
- William Fitzsimmons, conservateur, Brockville, Ontario

## Fl
- Jim Flaherty, conservateur, Whitby—Oshawa, Ontario
- Donald Methuen Fleming, progressiste-conservateur, Eglinton, Ontario
- Gavin Fleming, libéral, Brant-Nord, Ontario
- Harry Raymond Fleming, libéral, Humboldt, Saskatchewan
- James Fleming, libéral, Peel, Ontario
- James Sydney Clark Fleming, libéral, York-Ouest, Ontario
- Stuart A. Fleming, progressiste-conservateur, Okanagan—Revelstoke, Colombie-Britannique
- Hugh John Flemming, progressiste-conservateur, Royal, Nouveau-Brunswick
- James Kidd Flemming, conservateur, Victoria—Carleton, Nouveau-Brunswick
- William Kingston Flesher, conservateur, Grey-Est, Ontario
- Steven John Fletcher, conservateur, Charleswood—St. James, Manitoba
- Thomas Barnard Flint, libéral, Yarmouth, Nouvelle-Écosse
- Jesse Philip Flis, libéral, Parkdale—High Park, Ontario
- Edmund Power Flynn, libéral, Richmond, Nouvelle-Écosse
- Jacques Flynn, progressiste-conservateur, Québec-Sud, Québec
- Patrick Joseph Flynn, libéral, Kitchener, Ontario

## Fol - For
- Raymonde Folco, libéral, Laval-Ouest, Québec
- Frank Sidney Follwell, libéral, Hastings-Sud, Ontario
- Peter Fonseca, libéral, Mississauga-Est—Cooksville, Ontario
- Gabriel Fontaine, progressiste-conservateur, Lévis, Québec
- Joseph Louis Rosario Fontaine, libéral, Saint-Hyacinthe—Bagot, Québec
- Joseph-Éloi Fontaine, libéral, Hull, Québec
- Joseph-Théophile-Adélard Fontaine, libéral, Saint-Hyacinthe—Bagot, Québec
- Joseph Frank Fontana, libéral, London-Est, Ontario
- Francis Gordon Forbes, libéral, Queens, Nouvelle-Écosse
- James Fraser Forbes, anti-confédéré, Queens, Nouvelle-Écosse
- Richard Elmer Forbes, progressiste-conservateur, Dauphin, Manitoba
- Yves Forest, libéral, Stanstead, Québec
- Joseph David Rodolphe Forget, conservateur, Charlevoix, Québec
- Victor Forget, libéral, Saint-Michel, Québec
- James Moffat Forgie, libéral, Renfrew-Nord, Ontario
- Robert Forke, progressiste, Brandon, Manitoba
- Michael Forrestall, progressiste-conservateur, Halifax, Nouvelle-Écosse
- William Forrester, libéral, Perth-Sud, Ontario
- Paul Eugene Forseth, réformiste, New Westminster—Burnaby, Colombie-Britannique
- Edmond Fortier, libéral, Lotbinière, Québec
- Hyacinthe-Adélard Fortier, libéral, Labelle, Québec
- Moïse Fortier, libéral, Yamaska, Québec
- Mona Fortier, libéral, Ottawa—Vanier, Ontario
- André-Gilles Fortin, Ralliement créditiste, Lotbinière, Québec
- Émile Fortin, conservateur, Lévis, Québec
- Louis Fortin (homme politique canadien), progressiste-conservateur, Montmagny—L'Islet, Québec
- Pierre Fortin, conservateur, Gaspé, Québec
- Rhéal Fortin, Bloc québécois, Rivière-du-Nord, Québec
- Thomas Fortin, libéral, Laval, Québec
- Suzanne Fortin-Duplessis, progressiste-conservateur, Louis-Hébert, Québec

## Fos - Fran
- Albion Roudolph Foster, libéral, Victoria—Carleton, Nouveau-Brunswick
- Arthur de Witt Foster, conservateur, Kings, Nouvelle-Écosse
- George Eulas Foster, conservateur, King's, Nouveau-Brunswick
- Maurice Brydon Foster, libéral, Algoma, Ontario
- Thomas Foster, unioniste, York-Est, Ontario
- Alphonse Fournier, libéral, Hull, Québec
- Charles-Alphonse Fournier, libéral, Bellechasse, Québec
- Edgar E. Fournier, progressiste-conservateur, Restigouche—Madawaska, Nouveau-Brunswick
- Ghislain Fournier, Bloc québécois, Manicouagan, Québec
- Sarto Fournier, libéral, Maisonneuve—Rosemont, Québec
- Télesphore Fournier, libéral, Bellechasse, Québec
- Frederick Luther Fowke, libéral, Ontario-Sud, Ontario
- George William Fowler, conservateur, King's, Nouveau-Brunswick
- Francis Fox, libéral, Argenteuil—Deux-Montagnes, Québec
- Walter Frank Foy, libéral, Lambton-Ouest, Ontario
- Peter Fragiskatos, libéral, London-Centre-Nord, Ontario
- Sidney Arthur Fraleigh, progressiste-conservateur, Lambton—Middlesex, Ontario
- Cyril Lloyd Francis, libéral, Carleton, Ontario
- Joseph-Napoléon Francoeur, libéral, Lotbinière, Québec
- William Charles Frank, progressiste-conservateur, Middlesex, Ontario

## Fras - Fre
- Allan MacPherson Fraser, libéral, St. John's-Est, Terre-Neuve-et-Labrador
- Austin Levi Fraser, conservateur, King's, Île-du-Prince-Édouard
- Duncan Cameron Fraser, libéral, Guysborough, Nouvelle-Écosse
- Evan Eugene Fraser, unioniste, Welland, Ontario
- Gordon Knapman Fraser, Gouvernement national, Peterborough-Ouest, Ontario
- James Harshaw Fraser, libéral-conservateur, London, Ontario
- John Fraser, libéral, Lambton-Est, Ontario
- John Allen Fraser, progressiste-conservateur, Vancouver-Sud, Colombie-Britannique
- John Anderson Fraser, conservateur, Cariboo, Colombie-Britannique
- Sean Fraser, libéral, Nova-Centre, Nouvelle-Écosse
- William Alexander Fraser, libéral, Northumberland, Ontario
- John L. Frazer, réformiste, Saanich—Gulf Islands, Colombie-Britannique
- Antoine Fréchette, progressiste-conservateur, Témiscouata, Québec
- Louis-Honoré Fréchette, libéral, Lévis, Québec
- Louis-Israël Côté alias Fréchette, conservateur, Mégantic, Québec
- Chrystia Freeland, libéral, University—Rosedale, Ontario
- Carole Freeman, Bloc québécois, Châteauguay—Saint-Constant, Québec
- Joshua Newton Freeman, libéral-conservateur, Queens, Nouvelle-Écosse
- Jules Joseph Taschereau Frémont, libéral, Québec, Québec
- Jean-Louis Frenette, Crédit social, Portneuf, Québec
- Claude Girven Fretz, progressiste-conservateur, Erie, Ontario

## Fri - Fu
- Benno Friesen, progressiste-conservateur, Surrey—White Rock, Colombie-Britannique
- Alfred Ernest Fripp, conservateur, Ottawa (Cité d'), Ontario
- Douglas Cockburn Frith, libéral, Sudbury, Ontario
- Jake Froese, progressiste-conservateur, Niagara Falls, Ontario
- Francis Theodore Frost, libéral, Leeds-Nord et Grenville-Nord, Ontario
- Liza Frulla, libéral, Verdun—Saint-Henri—Saint-Paul—Pointe-Saint-Charles, Québec
- Hedy Fry, libéral, Vancouver-Centre, Colombie-Britannique
- George Taylor Fulford, libéral, Leeds, Ontario
- Edmund Davie Fulton, progressiste-conservateur, Kamloops, Colombie-Britannique
- Frederick John Fulton, unioniste, Cariboo, Colombie-Britannique
- James Ross Fulton, Nouveau Parti démocratique, Skeena, Colombie-Britannique
- Oscar Fulton, libéral-conservateur, Stormont, Ontario
- Raymond John Funk, Nouveau Parti démocratique, Prince Albert—Churchill River, Saskatchewan
- Stephen Joseph Furniss, libéral, Muskoka—Ontario, Ontario